# FFH-Gebiet Bienwaldschwemmfächer
Bienwaldschwemmfächer ist ein FFH-Gebiet (Flora-Fauna-Habitat-Gebiet) im Südosten von Rheinland-Pfalz in Deutschland. Es wurde im Jahr 1998 als Schutzgebiet ausgewiesen und ist Teil des europäischen Natura 2000-Netzwerks. Die FFH-Richtlinie hat zum Ziel, die biologische Vielfalt in Europa nachhaltig zu bewahren und zu entwickeln, wobei wirtschaftliche, soziale, kulturelle und regionale Anforderungen berücksichtigt werden sollen.

## Struktur des Schutzgebiets
Das FFH-Gebiet Bienwaldschwemmfächer ist in mehrere Teilbereiche untergliedert:
- FFH-Gebiet Bienwaldschwemmfächer I fokussiert auf Dünenlebensräume
- FFH-Gebiet Bienwaldschwemmfächer II mit Schwerpunkt auf Gewässerlebensräume

## Lage
Das FFH-Gebiet liegt im Landkreis Germersheim in der Oberrheinischen Tiefebene. Es umfasst große Teile des Bienwalds, des größten zusammenhängenden Waldgebiets in dieser Region. Der Bienwaldschwemmfächer erstreckt sich zwischen der Bruchbach-Otterbachniederung im Norden und dem Lautertal im Süden.

## Beschreibung
Das Gebiet hat eine Fläche von rund 13.553 Hektar und ist durch eiszeitliche Sedimentablagerungen geprägt, die sogenannte Schwemmfächer gebildet haben. Diese geomorphologische Struktur verleiht dem Gebiet seinen Namen.

## Lebensräume
Im FFH-Gebiet finden sich zahlreiche schützenswerte Lebensräume:
- Feuchtwälder und nasse Senken im sogenannten „nassen Bienwald“
- Eutrophe Stillgewässer mit spezifischer Wasserpflanzenvegetation
- Sandige Dünen und Trockenrasen
- Alt- und Totholzreiche Waldbereiche

Diese Vielfalt bietet Lebensraum für zahlreiche gefährdete Arten, darunter Amphibien, Libellen, Käfer sowie seltene Pflanzenarten.
Ein charakteristisches Merkmal des FFH-Gebiets sind die Flugsanddünen. An den Rändern des Bienwaldes finden sich zahlreiche Dünen, deren Sand zum Ende der letzten Eiszeit durch starke Winde aus dem von Rhein und Lauter angeschwemmten Schottermaterial angeweht wurde.

### Artenvielfalt
Zu den im Gebiet vorkommenden Arten gehören unter anderem:
- Schlammpeitzger (Misgurnus fossilis)
- Kammmolch (Triturus cristatus)